# Xenimpia maculosata
Xenimpia maculosata là một loài bướm đêm trong họ Geometridae.